# Экзоскелет (биология)

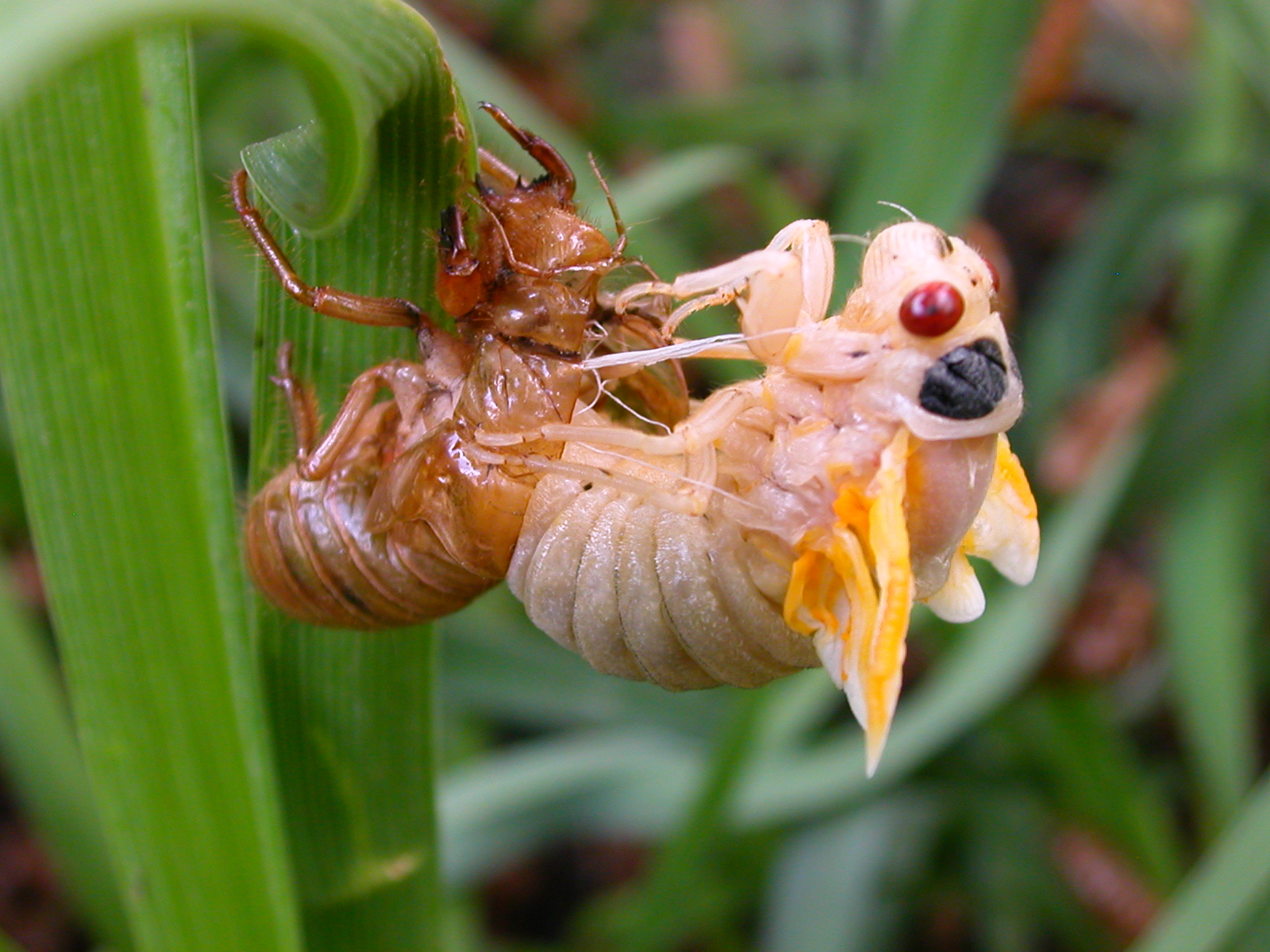
Цикада, покидающая экзоскелет (экзувий)

Экзоскелет — внешний тип скелета у некоторых беспозвоночных животных.
Самые старые окаменелые экзоскелеты датируются временем приблизительно 550 миллионов лет назад.
Экзоскелет характерен для большинства беспозвоночных, у которых он представлен в виде раковины (многие простейшие, моллюски) или кутикулы (хитиновый панцирь членистоногих). Характерной особенностью этих образований является то, что они не содержат клеточных элементов.
С появлением экзоскелета связана скелетная революция.
Экзоскелет поддерживает и защищает тело животного, а также является механическим барьером, служащим первым этапом защиты от инфекции.